# Gemini 12
Gemini 12 byl závěrečný kosmický let s posádkou 11. – 15. listopadu 1966 v rámci amerického kosmického programu Gemini. Měl sériové označení GLV-12 12567. V katalogu COSPAR je označen 1966-104A. Byl 14. lodí s posádkou z USA, 22. z planety Země.

## Posádka
- Jim Lovell (2) - velitel
- Buzz Aldrin (1) - pilot

V závorkách je uvedený dosavadní počet letů do vesmíru včetně této mise.

### Záložní posádka
- Gordon Cooper - velitel
- Eugene Cernan - pilot

### Spojení s raketovým stupněm Agena
- Spojení: 12. listopadu 1966 01:06:00 UTC
- Odpojení: 13. listopadu 1966 20:18:00 UTC

### Výstup do vesmíru
- Aldrin - EVA 1
  - Začátek: 12. listopadu 1966 16:15:00 UTC
  - Konec: 12. listopadu 1966 18:44:00 UTC
  - Trvání: 2 hodiny 29 minut
- Aldrin - EVA 2
  - Začátek: 13. listopadu 1966 15:34:00 UTC
  - Konec: 13. listopadu 1966 17:40:00 UTC
  - Trvání: 2 hodiny 6 minut
- Aldrin - EVA 3
  - Začátek: 14. listopadu 1966 14:52:00 UTC
  - Konec: 14. listopadu 1966 15:47:00 UTC
  - Trvání: 55 minut

## Průběh letu

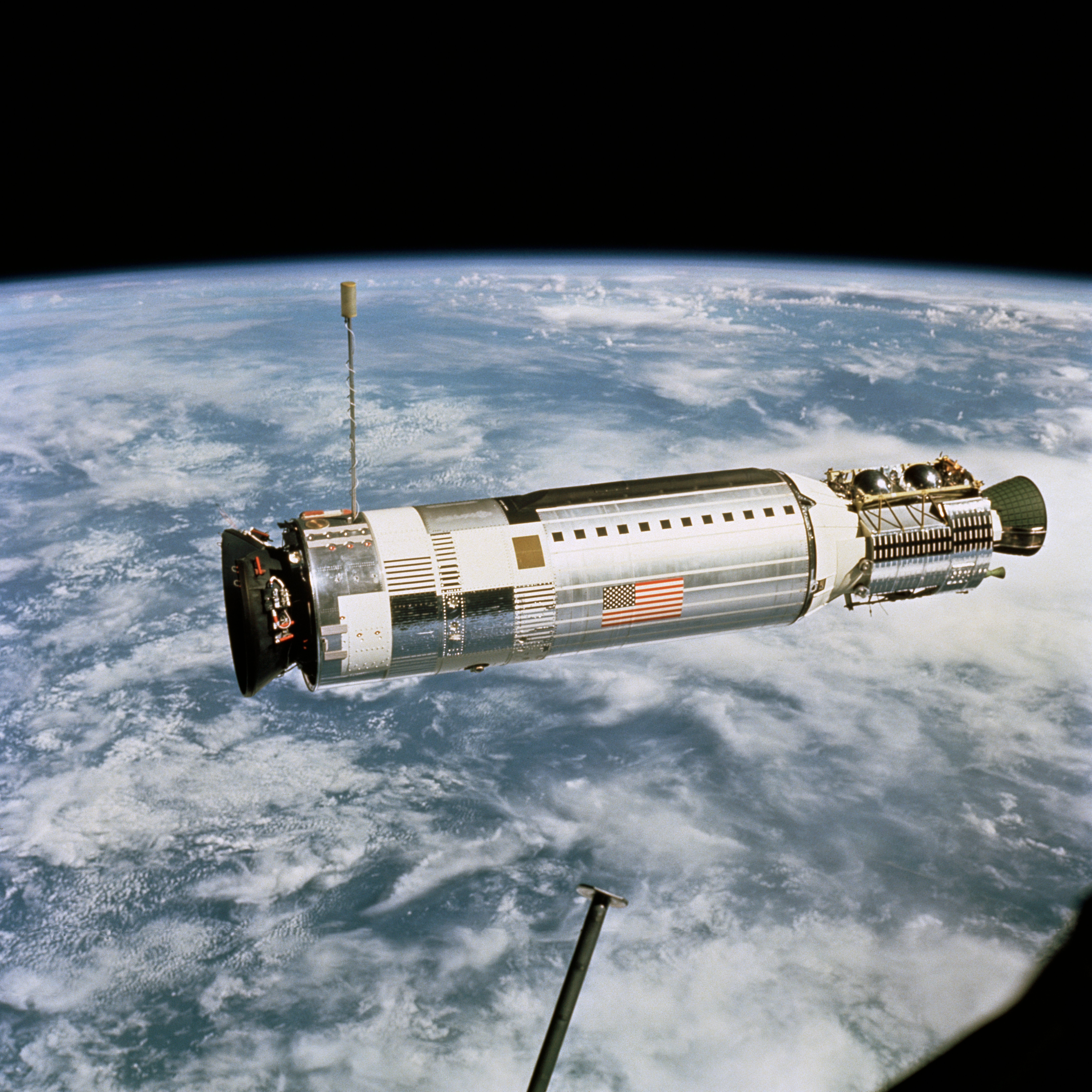
Raketový stupeň Agena

Start lodě byl 11. listopadu 1966 na Floridě z mysu Canaveral s pomocí rakety Titan 2 GLV. V posádce Gemini 12 byli velitel James Lovell a pilot Buzz Aldrin.
Kosmonauti čtyřikrát procvičili setkání a spojení s cílovým tělesem Agena (COSPAR 1966-103A), provedli tři výstupy z kabiny (tzv. EVA) a 14 vědeckotechnologických experimentů. Aldrin také absolvoval delší pobyt ve vesmíru na 30metrovém laně spojený s prací na panelech Ageny. Protože palivové čerpadlo Ageny mělo poruchu, oproti předchozím misím nebyla zvýšena oběžná dráha komplexu obou těles, ale naopak snížena. To umožnilo proletět 12. listopadu 1966 oblastí slunečního zatmění, a zatmění vyfotografovat okénkem kabiny. Jednalo se o úplné zatmění se stínem procházejícím nad Jižní Amerikou.
Kabina Gemini 12 přistála ručně řízená po bezmála čtyřdenním letu na padáku na hladině Atlantiku, asi 5 km od letadlové lodi USS Wasp, která kosmonauty nalodila.